# Brckovljani
Brcokvljani ist eine Gemeinde im Norden Kroatiens, die zur Gespanschaft Zagreb gehört. Sie liegt ca. 20 km nordöstlich von Zagreb. Nach der Volkszählung von 2011 leben im Verwaltungsgebiet der Gemeinde Gradec 6837 Einwohner, in dem Hauptort selbst 1542 Einwohner. Insgesamt besteht die Gemeinde aus 14 Ortschaften.

## Ortschaften in der Gemeinde
Einwohner laut Volkszählung 2011:
- Božjakovina – 178
- Brckovljani – 1542
- Gornja Greda – 625
- Gornje Dvorišće – 66
- Gračec – 1127
- Hrebinec – 242
- Kusanovec – 49
- Lupoglav – 1086
- Prečec – 220
- Prikraj – 603
- Stančić – 687
- Štakorovec – 315
- Tedrovec – 97